# یک مرد در هزار نفر
یک مرد در هزار نفر (به تامیلی: Aayirathil Oruvan) فیلمی محصول سال ۱۹۶۵ و به کارگردانی بی. آر. پانتولو است. در این فیلم بازیگرانی همچون ماروتور راماچاندران، جئی‌لالیتا و ناگش ایفای نقش کرده‌اند.